# Сальхад (мінтака)
Сальхад (араб. منطقة صلخد) — мінтака у Сирії, що входить до складу мухафази Ас-Сувейда. Адміністративний центр — місто Сальхад.

## Адміністративний поділ

Мінтака Сальхад на мапі мухафази Ас-Сувейда

У свою чергу, мінтака Шахба складається з кількох адміністративних одиниць третього рівня — 5 нохій (громади або общини):
| Код      | Назва                                 | Площа      | Населення |
| -------- | ------------------------------------- | ---------- | --------- |
| SY130200 | нохія Сальхад (nahiyah Salkhad)       | km²        | 24 045    |
| SY130201 | нохія Аль-Карайя (nahiyah al-Qrayya)  | 130,56 km² | 9892      |
| SY130202 | нохія Аль-Гарія (nahiyah al-Ghariyah) | 86,48 km²  | 5923      |
| SY130203 | нохія Зайбін (nahiyah Thaybin)        | 144,65 km² | 6900      |
| SY130204 | нохія Малах (nahiyah Malah)           | 972,25 km² | 13 615    |